# Tess Ledeux
Tess Ledeux (Bourg-Saint-Maurice, 23 november 2001) is een Franse freestyleskiester. Ze vertegenwoordigde haar vaderland op de Olympische Winterspelen 2018 in Pyeongchang en op de Olympische Winterspelen 2022 in Peking.

## Carrière
Bij haar wereldbekerdebuut, op 17 januari 2017 in Font-Romeu, boekte Ledeux direct haar eerste wereldbekerzege. Op de wereldkampioenschappen freestyleskiën 2017 in de Spaanse Sierra Nevada veroverde de Française de wereldtitel op het onderdeel slopestyle. Tijdens de Olympische Winterspelen 2018 in Pyeongchang eindigde ze als vijftiende op het onderdeel slopestyle.
In Park City nam Ledeux deel aan de wereldkampioenschappen freestyleskiën 2019. Op dit toernooi werd ze wereldkampioene op het onderdeel big air. Op de wereldkampioenschappen freestyleskiën 2021 in Aspen eindigde de Française als vierde op het onderdeel slopestyle en als zevende op het onderdeel big air. Tijdens de Olympische Winterspelen van 2022 in Peking behaalde ze de zilveren medaille op het onderdeel slopestyle, daarnaast eindigde ze als zevende op het onderdeel big air.

## Resultaten

### Olympische Winterspelen
| Jaar | Plaats      | Resultaten              |
| ---- | ----------- | ----------------------- |
| 2018 | Pyeongchang | 15e Slopestyle          |
| 2022 | Peking      | 7e Big air · Slopestyle |

### Wereldkampioenschappen
| Jaar | Plaats        | Resultaat                |
| ---- | ------------- | ------------------------ |
| 2017 | Sierra Nevada | Slopestyle               |
| 2019 | Park City     | Big air                  |
| 2021 | Aspen         | 7e Big air 4e Slopestyle |

### Wereldbeker
Eindklasseringen
| Seizoen   | Algm  | BA     | SS    |
| --------- | ----- | ------ | ----- |
| 2016/2017 | 30e   | 15e    | 7e    |
| 2017/2018 | 28e   | –      | 4e    |
| 2018/2019 | 51e   | –      | 9e    |
| 2019/2020 | 68e   | –      | 12e   |
| 2020/2021 | Goud  | Zilver | Goud  |
| 2021/2022 | Brons | Goud   | Brons |

Wereldbekerzeges
| Datum            | Plaats     | Onderdeel  |
| ---------------- | ---------- | ---------- |
| 17 januari 2017  | Font-Romeu | Slopestyle |
| 23 december 2017 | Font-Romeu | Slopestyle |
| 3 maart 2018     | Silvaplana | Slopestyle |
| 11 januari 2020  | Font-Romeu | Slopestyle |
| 21 november 2020 | Stubai     | Slopestyle |
| 20 maart 2021    | Aspen      | Slopestyle |
| 27 maart 2021    | Silvaplana | Slopestyle |
| 22 oktober 2021  | Chur       | Big air    |
| 16 januari 2022  | Font-Romeu | Slopestyle |
| 21 oktober 2021  | Chur       | Big air    |